# Sociala bokmärken
Sociala bokmärken är en funktion inom framväxande internetbaserade sociala medier. Sociala bokmärken är en metod för att lagra, organisera och hantera bokmärken från webbsidor med hjälp av metadata, vanligen i form av "taggning". I folkmun kallas det även social taggning då användare sparar sökord till webbsidor på sociala bokmärkessidor. Dessa bokmärken kan sparas privat, delas publikt eller inom en mindre grupp, för att sedan kategoriseras efter popularitet eller inkluderas i sökmotorer för taggar. Ett annat ord för sociala taggar är "folksonomi", en sammandragning av folk och taxonomi. Folksonomier har till skillnad från andra klassificeringssystem ett "underifrån-och-upp"-perspektiv då materialet inte kategoriseras av experter, utan av skapare och användare.